# Pagefox
Pagefox ist eine Desktop-Publishing-Software der Firma Scanntronik aus dem Jahre 1987 für die Heimcomputer C64 und C128, das auf einem Steckmodul für den Expansionsport ausgeliefert wurde. Es gehört zu den umfangreichsten Anwendungsprogrammen, die für den C64/128(D) angeboten wurden. Gegenüber seinem „kleinen Bruder“ Printfox bietet Pagefox viele neue Fähigkeiten und eine wesentlich komfortablere Bedienung. Das Programm wurde von Hans Haberl geschrieben.
Wie schon bei Printfox, wird der Text zuerst in einem reinen Texteditor geschrieben und dann als Bitmap in den Grafikspeicher übertragen, wobei beliebige Zeichensätze verwendet werden können. Im Gegensatz zum Vorgänger kann das Seitenlayout in einem eigenen Layouteditor grafisch bearbeitet werden, und Bilder werden beim Formatieren automatisch an den dort definierten Plätzen eingefügt.
Im Grafikeditor kann eine ganze DIN-A4-Seite (640 × 800 Punkte) angezeigt, bearbeitet und gedruckt werden, der jeweilige Grafik-Arbeitsbereich ist jedoch immer ein Ausschnitt von 320 × 200 Punkten. Eine verkleinerte Ganz- bzw. Halbseitendarstellung sorgt dabei für Übersicht.
Da die Bitmap der gesamten Seite nicht in den Speicher des C64 passt, enthält das Pagefox-Modul neben 64 KB ROM (für das Programm und die Zeichensätze) auch 32 KB RAM.